# تالاپوسا (میزوری)
تالاپوسا (به انگلیسی: Tallapoosa) یک شهر در ایالات متحده آمریکا است که در شهرستان نیو مادرید، میزوری واقع شده‌است. تالاپوسا ۱٫۱۷ کیلومتر مربع مساحت و ۱۶۸ نفر جمعیت دارد و ۸۳ متر بالاتر از سطح دریا واقع شده‌است.